# Hilden
Hilden település Németországban, azon belül Észak-Rajna-Vesztfália tartományban. Lakosainak száma 55 689 fő (2023. december 31.). Hilden Düsseldorf, Haan és Solingen községekkel határos.

## Népesség
A település népességének változása:
| Lakosok száma | 52 244 | 55 441 | 55 569 | 55 817 | 55 764 | 55 182 | 55 815 | 55 689 |
|               | 1975   | 2010   | 2016   | 2017   | 2019   | 2021   | 2022   | 2023   |